# Parabutlerite
La parabutlerite è un minerale.